# Duomyia lutea
Duomyia lutea är en tvåvingeart som beskrevs av Mcalpine 1973. Duomyia lutea ingår i släktet Duomyia och familjen bredmunsflugor. Inga underarter finns listade i Catalogue of Life.